# بوب هالبيرج
بوب هالبيرج (بالإنجليزية: Bob Hallberg)‏ هو مدرب كرة سلة أمريكي، ولد في 10 فبراير 1944.